# Богдашкинский район
Богдашкинский район — административно-территориальная единица в составе Средневолжской области, Средневолжского края, Куйбышевской и Ульяновской областей РСФСР, существовавшая в 1928—1930 и 1932—1963 годах. Административный центр — село Богдашкино (до 1935), с 1935 года — село Большое Нагаткино.

## История
Богдашкинский район был образован в 1928 году в составе Ульяновского округа Средневолжской области (с 1929 года — края). В состав района вошла территория бывшей Богдашкинской волости Ульяновского уезда, а также Чириковский с/с бывшей Астрадамовской волости того же уезда.
В конце 1920-х годов район включал сельсоветы: Богдашкинский, Верхнетимерсянский, Новоалгашинский, Новотимерсянский, Нижнетимерсянский, Среднетимерсянский, Староалгашинский и Чирикеевский.
Постановлением ВЦИК от 21 января 1929 года территория ликвидированного Телешовского района,  вошла в состав Богдашкинского района .
В 1930 году Богдашкинский район был упразднён, а его территория передана в Ульяновский район. Однако уже в июле 1932 года Богдашкинский район был восстановлен. 
В 1935 году райцентр был переведён в село Большое Нагаткино.
19 января 1943 года Богдашкинский район вошёл в состав новой Ульяновской области. На тот момент он включал сельсоветы: Арбузовский, Богдашкинский, Большенагаткинский, Васильевский на реке Бирюч, Васильевский на реке Свияге, Верхнетимерсянский, Елхово-Озерный, Кашинский, Крестниковский, Кундюковский, Малонагаткинский, Мокро-Бутурнинский, Нижнетимерсянский, Новоалгашинскин, Новотимерсянский, Норовский, Покровский, Русско-Беденьговский, Русско-Цильнинский, Староалгашинский, Староалейкинский, Среднетимерсянский, Телешовский и Ундоровский.
14 декабря 1943 года часть территории Богдашкинского района вошла в новый Ишеевский район.
К 1 ноября 1946 года в Богдашкинском районе остались следующие сельсоветы: Арбузовский, Богдашкинский, Большенагаткинский, Васильевский на реке Свгяге, Верхнетимерсянский, Елхово-Озерный, Кайсаровский, Каминский, Крестниковский, Кундюковский, Малонагаткинский, Мокро-Бугурнинский, Нижнетимерсянский, Новоалгашикский, Новотимерсянский, Норовский, Покровский, Русско-Цильнинский, Среднетимерсянский, Староалгашинский и Телешовский.
7 июля 1953 года были упразднены: Арбузовский, Кашинский, Кундюковский, Кайсаровский, Русско-Цильнинский, Крестниковский, Васильевский и Нижнетимерсянский с/с.
2 ноября 1956 года к Богдашкинскому району была присоединена часть территории упразднённых Ишеевского и Тагайского районов.
22 октября 1960 года к Богдашкинскому району была присоединена часть территории упразднённого Астрадамовского района (Новомаклаушинский и Старомаклаушинский с/с).
7 августа 1962 года в Богдашкинском районе был образован рабочий посёлок Цильна.
17 февраля 1963 года Богдашкинский район был упразднён.